# 若開民族黨
若開民族黨是一個緬甸政黨。該黨代表的是若开邦和仰光的若開族的利益。該黨成立於2014年1月13日，並在當年的3月6日正式在緬甸聯邦選舉委員會註冊。

## 歷史
2013年6月17日，若開民族發展黨和若開族爭取民主同盟簽署了一項協議。按照該協議，這兩個黨會合併爲一個名叫「若開民族黨」的黨派。從2013年5月開始，這兩黨爲這次合併做了8個月的準備工作。